# Nyssodrysina lineatocollis
Nyssodrysina lineatocollis là một loài bọ cánh cứng trong họ Cerambycidae.